# John Kampfner

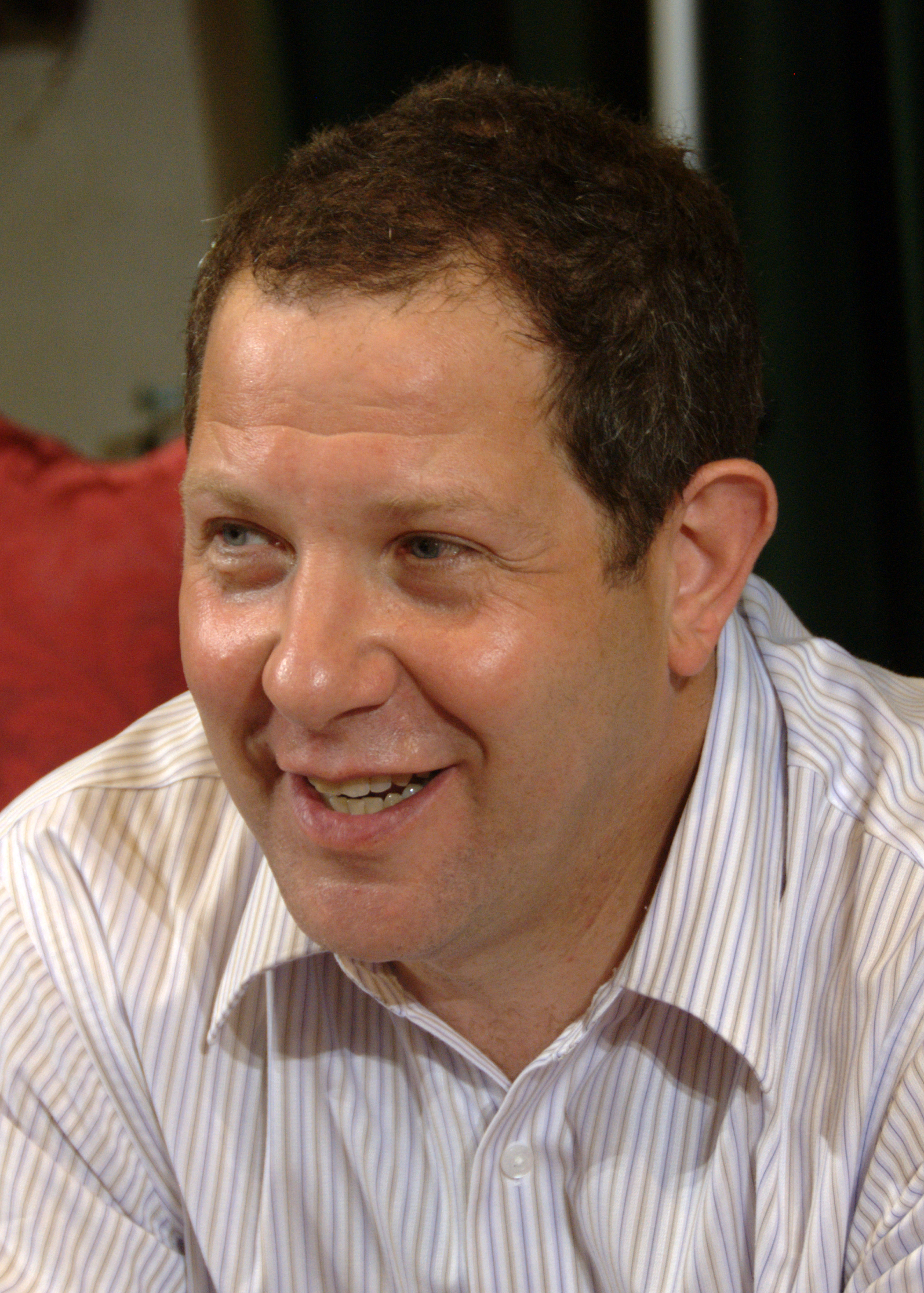
John Kampfner, 2010

John Kampfner (* 27. Dezember 1962 in Singapur) ist ein britischer Journalist, Auslandskorrespondent und Schriftsteller.

## Leben
John Kampfner wurde in Singapur als Sohn eines jüdischen Flüchtlings aus Bratislava und einer englischen Protestantin aus Chatham (Kent) geboren. Er besuchte zunächst die Westminster School, sodann das Queen’s College in Oxford, um schließlich in Oxford ein Studium in Moderner Geschichte und Russisch erfolgreich abzuschließen. Er ist verheiratet, hat zwei Töchter und lebt in London.
Er begann seine journalistische Laufbahn zunächst als Auslandskorrespondent für die Nachrichtenagentur Reuters in Bonn und Moskau, um später für den Daily Telegraph aus Ostberlin zum Zeitpunkt des Mauerfalls über die Wiedervereinigung Deutschlands und etwas später als Moskauer Auslandsbüroleiter des Daily Telegraph über den Zerfall der UdSSR zu berichten. Zwischen 1995 und 2000 arbeitete er zunächst für die Financial Times und die BBC. Danach war er u. a. Herausgeber des New Statesman (2005–2008) und begann als politischer Schriftsteller und Fernsehjournalist zu wirken. Sein inzwischen sechstes Buch „Why The Germans Do It Better, Notes From A Grown-Up Country“, wurde im September 2020 veröffentlicht und augenblicklich sowohl in Großbritannien als auch in Deutschland stark beachtet. 2021 erschien eine deutsche Übersetzung.

## Publikationen
Kampfner hat sieben Bücher geschrieben. Dazu gehören: Inside Yeltsin's Russia: Corruption, Conflict, Capitalism (1994), ein Bericht über die frühen Jahre nach dem Post-Kommunismus; eine Biografie von 1998 über den ehemaligen Labour-Außenminister Robin Cook, und eine Studie über Tony Blairs interventionistische Außenpolitik, Blair's Wars (2003), die einen der ersten maßgeblichen Berichte über den Irakkrieg lieferte und in späteren Untersuchungen in Whitehall sowie in Schul- und Universitätslehrmaterialien verwendet wurde.
Sein Buch Freedom For Sale: How We Made Money And Lost Our Liberty (2009) ist eine Analyse der scheinbaren Aufgabe von Freiheit im Namen von Demokratie und Kapitalismus. Das Buch wurde im April 2010 für den Orwell Book Prize nominiert.
The Rich: A 2000-Year History, from Slaves to Super-Yachts ist ein historischer Vergleich zwischen heutigen Oligarchen und denen vergangener Epochen.
- Warum Deutschland es besser macht: Ein bewundernder Blick von außen. Rowohlt, Hamburg 2021, ISBN 978-3-498-00251-0.
- In Search of Berlin, The Story of a Reinvented City. Atlantic Books, London 2023, ISBN 978-1-83895-481-9.